# Hōjō Tokimune
Hōjō Tokimune est un nom japonais traditionnel ; le nom de famille (ou le nom d'école), Hōjō, précède donc le prénom (ou le nom d'artiste).
Hōjō Tokimune (北条 時宗, 5 juin 1251-20 avril 1284), membre du clan Hōjō, est le huitième shikken (de 1268 à 1284) (régent officiel mais dirigeant de facto du Japon) du shogunat de Kamakura, connu pour avoir dirigé les forces japonaises contre les invasions mongoles du Japon et pour avoir répandu le bouddhisme zen et par extension le bushido parmi la classe guerrière.

## Biographie
Fils ainé du shikken et tokusō Hōjō Tokiyori du clan Hōjō, Tokimune est élevé pour devenir le prochain dirigeant du Japon et devient lui-même shikken à l'âge de 18 ans.
C'est à lui que le bouddhisme zen doit de s'être fermement établi à Kamakura puis plus tard à Kyoto et dans le reste du Japon, en particulier parmi la classe guerrière.
En 1271, il bannit Nichiren dans l'île de Sado.

## Résistance face aux Mongols

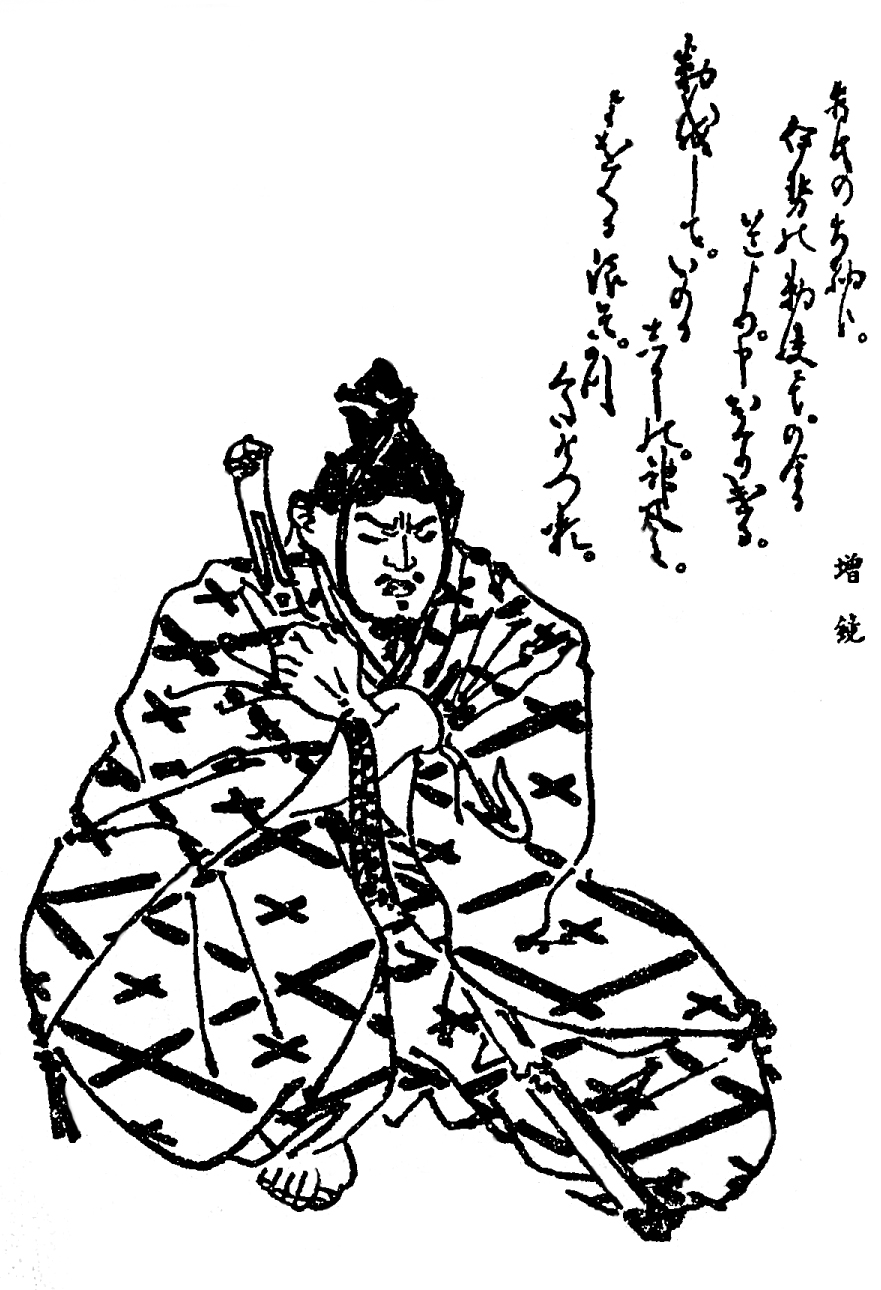
Hōjō Tokimune.

Les Mongols envoient une lettre de menaces et des émissaires au Japon en janvier 1268. Après avoir discuté de la lettre, Tokimune, estimant les propositions de l'empereur comme outrageantes pour son pays, décide de renvoyer les émissaires sans réponse. Les Mongols renvoient des ambassadeurs à plusieurs reprises, les 7 mars et 17 septembre 1269, en septembre 1271 et mai 1272. Mais Tokimune fait repousser les émissaires de Kubilai Khan sans même leur accorder la permission de débarquer. Peu après survient la première invasion en 1274. Même après l'échec de l'invasion, cinq émissaires sont de nouveau envoyés à Kyūshū en septembre 1275, et qui refusent de partir sans réponse. Tokimune répond en les faisant envoyer à Kamakura où ils sont décapités. Les tombes des cinq émissaires exécutés existent encore à Tatsunokuchi près de Kamakura.
Cinq ambassadeurs sont encore envoyés le 29 juillet 1279 exécutés eux aussi, cette fois à Hakata. S'attendant à une invasion, la cour impériale ordonne le 21 février 1280 à tous les temples et sanctuaires de prier pour la victoire sur l'empire mongol. C'est à cette époque que vit le célèbre moine bouddhiste chinois Mugaku Kamakura, maître zen exilé au Japon, qui aurait prédit la défaite des Mongols (soit grâce à des pouvoirs extrasensoriels[réf. souhaitée], soit plus probablement grâce à son intelligence, sur ses connaissances maritimes et la saison des typhons). Kubilai Khan rassemble ses troupes pour une nouvelle invasion en 1281, laquelle se termine par une défaite à cause d'un typhon.

## Un conseil zen
L'invasion mongole a été repoussée par un typhon (Kamikaze ou « vent divin ») et par la résistance de la nouvelle classe de guerriers appelés samouraïs dont Tokimune a organisé et mené la défense. Tokimune veut vaincre la lâcheté aussi demande-t-il conseil à Bukko, son maître zen. Celui-ci lui répond de s'asseoir et de méditer afin de trouver en lui la source de sa lâcheté.
Quand les Mongols envahissent le Japon, Tokimune se rend auprès de Bukko et dit : « Finalement, voici le plus grand événement de ma vie. » Bukko demande : « Comment envisages-tu d'y faire face ? » Tokimune crie « Katsu! » (« Victoire ! ») comme s'il voulait effrayer tous les ennemis placés devant lui. Bukko répond avec satisfaction : « Il est vrai que le fils d'un lion rugit comme un lion ! »
Quand Tokimune meurt, Bukko dit de lui qu'il a été un bodhisattva, qu'il a cherché le bien-être du peuple, qu'il n'a montré aucun signe de joie ou de colère et que son étude appliqué du zen l'a amené à l'illumination.

## Dans la culture populaire
- Hōjō Tokimune est un des dirigeants du Japon dans le jeu de stratégie Civilization VI.

## Source de la traduction
- (en) Cet article est partiellement ou en totalité issu de l’article de Wikipédia en anglais intitulé « Hōjō Tokimune » (voir la liste des auteurs).